# Lindessjön
Lindessjön of Lindesjön is een meer in Zweden gelegen nabij de stad Lindesberg in de provincie Örebro län. Het meer bestaat uit twee delen, Lila Lindesjön en Stora Lindesjön. Tussen die meren door loopt een weg die de entree vormt naar de stad Lindesberg.